# Hélène Goudin
Hélène Goudin este un om politic suedez, membru al Parlamentului European în perioada 2004-2009 din partea Suediei.
1. 1 2 3  Goudin, Helene Claire, Sveriges befolkning 2000[*]
2. ↑  Deputații în Parlamentul European